# Coupe des champions de la CONCACAF 1992
Navigation
Édition précédente Édition suivante
La Coupe des champions de la CONCACAF 1992 était la vingt-huitième édition de cette compétition.
Il y a eu un changement de format lors de cette édition, en effet les quatre équipes qualifiées pour la phase finale se disputaient le titre lors d'une phase finale se déroulant sur terrain neutre.
La phase finale s'est jouée à Santa Ana (Californie) et a été remportée par le Club América face au LD Alajuelense sur le score de un but à zéro.

## Participants
Un total de 38 équipes provenant d'un maximum de 22 nations pouvaient participer au tournoi. Elles appartenaient aux zones Amérique du Nord, Amérique centrale et Caraïbes de la CONCACAF.
Le tableau des clubs qualifiés était le suivant :
| Nation                      | Club                                | Raison de qualification                          |
| Zone Amérique centrale/Nord |                                     |                                                  |
| Quatrième tour              |                                     |                                                  |
| Mexique                     | Pumas UNAM                          | Champion du Mexique 1990-91.                     |
| Salvador                    | Luis Ángel Firpo                    | Champion du Salvador 1990-91.                    |
| Troisième tour              |                                     |                                                  |
| Mexique                     | Club América                        | Second du championnat du Mexique 1990-91.        |
| Salvador                    | CD Águila                           | Second du championnat du Salvador 1990-91.       |
| Costa Rica                  | LD Alajuelense                      | Champion du Costa Rica 1990-91.                  |
| Costa Rica                  | Deportivo Saprissa                  | Second du championnat du Costa Rica 1990-91.     |
| Honduras                    | Real España                         | Champion du Honduras 1990.                       |
| Honduras                    | CD Motagua                          | Second du championnat du Honduras 1990.          |
| Guatemala                   | CSD Comunicaciones                  | Champion du Guatemala 1990-91.                   |
| Guatemala                   | CSD Municipal                       | Second du championnat du Guatemala 1990-91.      |
| Deuxième tour               |                                     |                                                  |
| Panama                      | Tauro FC                            | Champion du Panama 1991.                         |
| Panama                      | Euro Kickers                        | Second du championnat du Panama 1991.            |
| Nicaragua                   | Real Estelí                         | Champion du Nicaragua 1991.                      |
| Nicaragua                   | Diriangén FC                        | Second du championnat du Nicaragua 1991.         |
| Belize                      | La Victoria                         | Champion du Belize 1991-92.                      |
| États-Unis                  | San Francisco Bay Blackhawks (en)   | Champion APSL 1991.                              |
| Premier tour                |                                     |                                                  |
| Belize                      | Cemcol-Crown                        | Second du championnat du Belize 1991-92.         |
| États-Unis                  | Dallas Rockets (en)                 | Champion SISL 1991.                              |
| Canada                      | Vancouver 86ers                     | Vainqueur de la Ligue canadienne de soccer 1991. |
| Bermudes                    | Hamilton International              | Méthode de qualification inconnue.               |
| Zone Caraïbes               |                                     |                                                  |
| Deuxième tour               |                                     |                                                  |
| Guadeloupe                  | Solidarité Scolaire de Baie-Mahault | Champion de Guadeloupe 1990-91.                  |
| Guadeloupe                  | L'Étoile de Morne-à-l'Eau           | Second du championnat de Guadeloupe 1990-91.     |
| Martinique                  | Aiglon du Lamentin                  | Champion de la Martinique 1990-91.               |
| Martinique                  | US Robert                           | Second du championnat de la Martinique 1990-91.  |
| Antilles néerlandaises      | RKVFC Sithoc                        | Championnat de Curaçao 1990-91.                  |
| Antilles néerlandaises      | CRKSV Jong Colombia                 | Second du Championnat de Curaçao 1990-91.        |
| Trinité-et-Tobago           | Trintoc FC                          | Méthode de qualification inconnue.               |
| Trinité-et-Tobago           | Mayaro United                       | Méthode de qualification inconnue.               |
| Suriname                    | SV Transvaal                        | Champion du Surinam 1991                         |
| Suriname                    | SV Robinhood                        | Vice-champion du Surinam 1991                    |
| Îles Caïmans                | Strikers FC                         | Méthode de qualification inconnue.               |
| Îles Caïmans                | Scholars International              | Méthode de qualification inconnue.               |
| Guyane                      | ASC Le Geldar                       | Méthode de qualification inconnue.               |
| Aruba                       | SV Racing Club Aruba                | Champion d'Aruba 1991.                           |
| Premier tour                |                                     |                                                  |
| Îles Vierges des États-Unis | Unique FC                           | Méthode de qualification inconnue.               |
| Îles Vierges des États-Unis | Rockmaster FC                       | Méthode de qualification inconnue.               |
| Porto Rico                  | Guayama FC                          | Méthode de qualification inconnue.               |
| République dominicaine      | San Cristobal Bancredicard          | Méthode de qualification inconnue.               |

## Calendrier
| Tour                          | Nom                    | Date                     | Équipes participantes | Équipes restantes |
| Phase de qualification (1992) |                        |                          |                       |                   |
| 1                             | Phase de qualification | 19 février - 6 septembre | 38                    | 38 à 4            |
| Phase finale (1992/1993)      |                        |                          |                       |                   |
| 1                             | Demi-finale            | 7 octobre 1992           | 4                     | 4 à 2             |
| 2                             | Finale                 | 5 janvier 1993           | 2                     | 2 à 1             |

## Compétition

### Phase de qualification

#### ZoneAmérique centrale/Nord

##### Premier tour
Le Vancouver 86ers a déclaré forfait avant la première confrontation, la CONCACAF a alors déclaré vainqueur son adversaire.
| Date              | Pays | Club                   | Aller   | Retour  | Club                | Pays | Commentaire |
| 22 / 28 mars 1992 |      | Hamilton International | Forfait | Forfait | Vancouver 86ers     |      |             |
| 22 / 28 mars 1992 |      | Cemcol-Crown           | 0-1     | 1-2     | Dallas Rockets (en) |      |             |

##### Deuxième tour
| Date                  | Pays | Club                              | Aller | Retour | Club                   | Pays | Commentaire                  |
| 15 / 22 mars 1992     |      | La Victoria                       | 1-0   | 1-1    | Diriangén FC           |      |                              |
| 25 / 28 mars 1992     |      | San Francisco Bay Blackhawks (en) | 10-0  | 1-0    | Euro Kickers           |      | Matchs joués à San Francisco |
| 27 / 29 mars 1992     |      | Tauro FC                          | 2-0   | 5-1    | Real Estelí            |      | Matchs joués au Panama       |
| 11 avril / 2 mai 1992 |      | Dallas Rockets (en)               | 4-0   | 2-1    | Hamilton International |      |                              |

##### Troisième tour
| Date                      | Pays | Club                              | Aller | Retour | Club           | Pays | Commentaire |
| 19 février / 15 mars 1992 |      | CSD Comunicaciones                | 1-2   | 0-0    | CD Motagua     |      |             |
| 22 / 31 mars 1992         |      | Deportivo Saprissa                | 0-0   | 2-4    | Club América   |      |             |
| 21 mars / 1er avril 1992  |      | Real España                       | 0-0   | 3-1    | CD Águila      |      |             |
| 23 / 28 mars 1992         |      | CSD Municipal                     | 1-1   | 1-2    | LD Alajuelense |      |             |
| 18 avril / 3 mai 1992     |      | San Francisco Bay Blackhawks (en) | 3-2   | 2-0    | La Victoria    |      |             |
| 16 / 20 mai 1992          |      | Dallas Rockets (en)               | 3-1   | 2-2    | Tauro FC       |      |             |

##### Quatrième tour
| Date                     | Pays | Club                              | Aller | Retour | Club         | Pays | Commentaire                  |
| 26 février / 31 mai 1992 |      | Luis Ángel Firpo                  | 0-0   | 1-0    | Pumas UNAM   |      | Matchs joués à Los Angeles   |
| 14 / 16 juin 1992        |      | San Francisco Bay Blackhawks (en) | 3-0   | 3-0    | Real España  |      | Matchs joués à San Francisco |
| 2 / 5 août 1992          |      | Dallas Rockets (en)               | 1-2   | 1-5    | Club América |      |                              |
| 25 / 29 avril 1992       |      | LD Alajuelense                    | 3-1   | 2-0    | CD Motagua   |      |                              |

##### Cinquième tour
| Date              | Pays | Club             | Aller | Retour | Club                              | Pays | Commentaire       |
| 10 / 24 juin 1992 |      | Luis Ángel Firpo | 0-1   | 2-1    | LD Alajuelense                    |      | Tirs au but : 5-4 |
| 9 / 16 août 1992  |      | Club América     | 3-1   | 1-2    | San Francisco Bay Blackhawks (en) |      |                   |

#### ZoneCaraïbes

##### Premier tour
Le Guayama FC a déclaré forfait avant la première confrontation, la CONCACAF a alors déclaré vainqueur son adversaire.
| Date               | Pays | Club                       | Aller   | Retour  | Club       | Pays | Commentaire |
| 1er / 15 mars 1992 |      | San Cristobal Bancredicard | 2-1     | 3-3     | Unique FC  |      |             |
| 1er / 15 mars 1992 |      | Rockmaster FC              | Forfait | Forfait | Guayama FC |      |             |

##### Deuxième tour
Le Scholars International a déclaré forfait avant la première confrontation, la CONCACAF a alors déclaré vainqueur son adversaire.
| Date                       | Pays | Club                       | Aller   | Retour  | Club                                | Pays | Commentaire       |
| 1er février / 17 mars 1992 |      | SV Racing Club Aruba       | 3-2     | 2-5     | RKVFC Sithoc                        |      |                   |
| 11 / 27 mars 1992          |      | ASC Le Geldar              | 1-0     | 0-2     | SV Robinhood                        |      |                   |
| 15 / 29 mars 1992          |      | CRKSV Jong Colombia        | 1-0     | 1-2     | Mayaro United                       |      | Tirs au but : 4-2 |
| 22 mars / 8 avril 1992     |      | Strikers FC                | 0-0     | 0-7     | Aiglon du Lamentin                  |      |                   |
| 3 / 30 avril 1992          |      | SV Transvaal               | 2-0     | 0-1     | Trintoc FC                          |      |                   |
| 15 / 26 avril 1992         |      | US Robert                  | 6-0     | 4-1     | Rockmaster FC                       |      |                   |
| 15 / 26 avril 1992         |      | L'Étoile de Morne-à-l'Eau  | Forfait | Forfait | Scholars International              |      |                   |
| 8 mai / 10 juin 1992       |      | San Cristobal Bancredicard | 3-3     | 0-1     | Solidarité Scolaire de Baie-Mahault |      |                   |

##### Troisième tour
| Date                  | Pays | Club               | Aller | Retour | Club                                | Pays | Commentaire       |
| 31 mai / 14 juin 1992 |      | RKVFC Sithoc       | 2-1   | 0-1    | SV Transvaal                        |      | Tirs au but : 3-2 |
| 1er / 14 juin 1992    |      | SV Robinhood       | 2-0   | 0-1    | Mayaro United                       |      |                   |
| 10 / 30 juin 1992     |      | US Robert          | 1-1   | 0-1    | L'Étoile de Morne-à-l'Eau           |      |                   |
| 4 / 10 juillet 1992   |      | Aiglon du Lamentin | 1-0   | 1-1    | Solidarité Scolaire de Baie-Mahault |      |                   |

##### Quatrième tour
| Date                   | Pays | Club                      | Aller | Retour | Club               | Pays | Commentaire       |
| 22 / 29 août 1992      |      | RKVFC Sithoc              | 2-2   | 1-1    | Aiglon du Lamentin |      | Tirs au but : 4-2 |
| 29 août / 6 sept. 1992 |      | L'Étoile de Morne-à-l'Eau | 3-1   | 0-3    | SV Robinhood       |      |                   |

### Phase finale

#### Tableau
|  | Demi-finales                          | Demi-finales   | Demi-finales                           |   |  | Finale | Finale | Finale |  |
|  |                                       |                |                                        |   |  |        |        |        |  |
|  | 7 octobre 1992, Santiago de Querétaro |                |                                        |   |  |        |        |        |  |
|  |                                       |                |                                        |   |  |        |        |        |  |
|  | Club América                          | 7              |                                        |   |  |        |        |        |  |
|  | Club América                          | 7              | 5 janvier 1993, Santa Ana (Californie) |   |  |        |        |        |  |
|  | SV Robinhood                          | 0              |                                        |   |  |        |        |        |  |
|  | SV Robinhood                          | 0              | Club América                           | 1 |  |        |        |        |  |
|  | 7 octobre 1992, San José (Costa Rica) |                | Club América                           | 1 |  |        |        |        |  |
|  |                                       | LD Alajuelense | 0                                      |   |  |        |        |        |  |
|  | LD Alajuelense                        | LD Alajuelense | 0                                      | 2 |  |        |        |        |  |
|  | LD Alajuelense                        |                |                                        | 2 |  |        |        |        |  |
|  | Aiglon du Lamentin                    | 1              |                                        |   |  |        |        |        |  |

#### Demi-finales
| Pays | Club           | Score | Club               | Pays | Commentaire |
|      | Club América   | 7-0   | SV Robinhood       |      |             |
|      | LD Alajuelense | 2-1   | Aiglon du Lamentin |      |             |

#### Finale
| 5 janvier 1993 | Club América     | 1:0   | LD Alajuelense | Stade inconnu Santa Ana, Californie |  |
|                | Hugo Sánchez 67e | (0:0) |                |                                     |  |

| Champion de la CONCACAF 1992 |
| ---------------------------- |
| Drapeau du Mexique           |
| Club América Quatrième Titre |